# Коли мені буде 54 роки
Коли мені буде 54 роки (рос. Когда мне будет 54 года) — радянський фільм 1989 року, знятий режисером Сергієм Лінковим.

## Сюжет
Ліда, добра і чуйна людина, виростила свого молодшого брата, одна виховує дочку, хоча у неї дружні стосунки з батьком дочки. Маючи вищу освіту, Ліда працює друкаркою. З приходом нового начальника життя її змінюється. Оцінивши здібності і людські якості Ліди, він призначає її головним інженером і незабаром Ліда стає його дружиною. Здавалося б, все складається благополучно…

## У ролях
- Людмила Давидова — Лидія Ярцева
- Олександр Хочинський — Юрій Ярцев
- Олексій Сафонов — Валентин Правдін
- Ксенія Петрова — Даша Ярцева
- Олександр Сірін — Сергій
- Алла Мещерякова — зузідка Катя
- Галина Булкіна — Ірина Петрівна
- Євгенія Добровольська — Ріта
- Світлана Брагарнік — Ракузіна
- Ернст Романов — Ракузін
- Людмила Гаврилова — Кринкіна
- Олена Степанова — Наташа
- Стен Якобсен — компаньйон Сергія

## Знімальна група
- Сценарій: Ганна Слуцьки
- Режисер: Сергій Лінков
- Оператор: Володимир Брусін
- Композитор: Ілля Катаєв
- Художник: Олександра Конардова